# Эль-Капитан (гора, Калифорния)
Эль-Капита́н (англ. El Capitan) — одна из крупнейших горных вершин-монолитов в Северной Америке. Гора расположена в национальном парке Йосемити (Калифорния, США). Вершина находится на высоте 2307 метров над уровнем моря, возвышаясь примерно на 910 метров над долиной Йосемити. Вершина сложена из гранита и является более-менее плоской (высочайшая точка явно не выделена).
Эль-Капитан является одним из центров скалолазания в США. По скалам здесь проложено более сотни маршрутов разной категории сложности от 5.7 (5a) до 5.14d (9a). В то же время, с северо-востока на гору можно подняться по тропе примерно 20 миль (32 км) длиной.
На восточном склоне горы находится «огненный» водопад «Лошадиный хвост» (Horsetail Fall).

## Первопрохождение
Первое восхождение на стену совершили в 1958 году Уоррен Хардинг, Уэйн Мерри, Джордж Уитмор. Восхождение продолжалось 47 дней.

## Восхождения в свободном стиле
Попытки подняться на вершину в стиле «фри», без использования искусственных точек опоры (ИТО), совершались многократно. Первый подъём на вершину в таком стиле совершили Рэй Жардин и Бил Прайс (англ. Bill Price) в 1979 году по маршруту West Face (с англ. — «Западная стена»). Маршрут West Face короче самого длинного маршрута The Nose примерно на 30 % и не имеет отрицательного уклона.
В 1988 году после 30-дневной проработки маршрута и тщательной подготовки скалолазы Тод Скиннер и Пол Пиана (англ. Paul Piana) прошли в стиле «фри» маршрут Salathé Wall, который имеет категорию 5.13b (8a).
Вершина Эль-Капитан за характерную форму на жаргоне скалолазов получила название The Nose (с англ. — «Нос»). Так же называется и классический маршрут подъёма. Этот маршрут включает в себя несколько таких сложных ключевых участков как Great Roof (5.13c (8a+)) и Changing Corners (5.14a (8b+)/5.14b (8c)). В 1993 году скалолазка Лин Хилл остановилась в нескольких десятках метров от вершины не сумев преодолеть участок Changing Corners. Попав в критическую ситуацию Хилл воспользовалась ИТО, что не позволило засчитать восхождение. Спустившись вниз и начав заново, Лин Хилл, проведя 4 дня на маршруте, ещё раз изучив его, поднялась на вершину. Через год Хилл вновь поднялась по тому же маршруту, затратив в итоге на восхождение всего 23 часа с небольшим. В альпинистском сообществе этот подъём принято считать первопроходом на Эль-Капитан в стиле «фри».
Следующее фри-восхождение состоялось в 1998 году, когда Скотт Берк (англ. Scott Burke) после многократных попыток и суммарных 261 дня поднялся на вершину.
14 октября 2005 года супруги Томми Колдуэлл и Бет Родден стали третьим и четвёртым людьми (и первой парой) поднявшимися на Эль-Капитан в стиле «фри». Они поднимались по маршруту The Nose, попеременно меняясь и лидируя. Через 2 дня после спуска в долину Томми Колдуэлл вернулся на маршрут и снова прошёл его в одиночку всего за 12 часов. Этого им показалось мало и вернувшись через 2 недели супруги вновь прошли этот же маршрут 2 раза за сутки, став первой парой, покорившей Эль-Капитан дважды за день. На двойное прохождение маршрута они потратили суммарно 23 часа 23 минуты.
14 января 2015 года Томми Колдуэлл и Кевин Йоргесон, стартовав ночью поднялись на вершину по маршруту Dawn Wall, не используя ИТО во время лазания, но со снаряжением для ночёвки. Подъём занял 19 дней. При этом маршрут Dawn Wall считается одним из сложнейших скалолазных маршрутов в мире.
В ноябре 2016 года чешский скалолаз Адам Ондра преодолел маршрут Dawn Wall в стиле «фри» за 8 дней.
3 июня 2017 года Алекс Хоннольд со второй попытки впервые поднялся на Эль-Капитан в стиле «фри-соло» (в одиночку, без использования страховки). На прохождение маршрута Freerider (5.12d (7c)) у него ушло 3 часа 56 минут: стартовав в 5:32 утра, Алекс поднялся на вершину Эль-Капитан в 9 часов 28 минут. Об этом восхождении был снят документальный фильм «Фри-соло» (режиссёры Джимми Чин и Элизабет Чай Васархели), получивший премию «Оскар» как лучший документальный фильм 2018 года.

## Скоростное восхождение
На вершину Носа предпринимались неоднократные попытки скоростного восхождения. После нескольких неудачных попыток самый быстрый подъём на вершину совершили 6 июня 2018 года скалолазы Алекс Хоннольд и Томми Колдуэлл. Восхождение заняло менее двух часов (1 час 58 минут 7 секунд).
Женский рекорд в скоростном подъёме на Эль-Капитан составляет 4 часа 43 минуты — его установили 23 октября 2014 года Майан Смит-Гоббат и Либби Сотер.

## Маршруты
- «Нос[англ.]» (The Nose) — самый длинный маршрут, включающий такие участки как Great Roof (5.13c (8a+)) и Changing Corners (5.14a (8b+)/5.14b (8c)).
- «Стена Салате[англ.]» (Salathé Wall) — 5.13b (8a).
- «Западная стена» (West Face).
- «Фрирайдер» (Freerider) — 5.12d (7c).
- «Эль-Ньньо» (El Niño).
- «Эль-Корасон» (El Corazón).
- «Зодиак» (Zodiac)
- «Золотые ворота» (Golden Gate)
- Маршруты Томми Колдуэлла: «Стена рассвета» (Dawn Wall, с участками сложности до 5.14d (9a), «Западный контрфорс» (West Buttress), «Стена Муир» (Muir Wall), «Волшебный гриб» (Magic Mushroom), «Потаённый страх» (Lurking Fear), «Двугранная стена» (Bihedral Wall).

## Бейсджампинг
Имея очень отвесный склон, вершина пользуется популярностью у бейсджамперов. Начиная с 1966 года спортсмены регулярно совершают прыжки с вершины. С этой вершины совершил первые прыжки (вместе с единомышленниками) основатель бейсджампинга Карл Бениш.

## Несчастные случаи
В течение всего срока наблюдения с 1905 года по 2018 год на скале Эль-Капитан погибло более 30 человек, в том числе несколько очень опытных альпинистов. В период с 2015 по 2018 годы произошло 5 несчастных случаев со смертельным исходом. Критики связывают возросшее количество несчастных случаев с влиянием медийного пространства и повышенной конкуренцией среди спортсменов за рекламные контракты с производителями скалолазного оборудования и снаряжения.

## В культуре

### Кинематограф
- Съёмки одного из эпизодов художественного фильма «К2: Предельная высота» (1992, режиссёр Фрэнк Роддам) происходили на вершине Эль-Капитан.
- О восхождении на Эль-Капитан Алекса Хоннольда был снят документальный фильм «Фри-соло» (режиссёры Джимми Чин и Элизабет Чай Васархели[англ.]). Фильм получил премию «Оскар» как лучший документальный фильм 2018 года.
- О 19-дневном восхождении на Эль-Капитан Томми Колдуэлла и Кевина Йоргесона был снят документальный фильм «Стена рассвета[англ.]» (2017).